# Lynsted
Lynsted est un village du Kent, en Angleterre.
Il forme avec le hameau voisin de Kingsdown la paroisse civile de Lynsted with Kingsdown, qui relève du borough de Swale.

## Toponymie
Lynsted est un nom d'origine vieil-anglaise. Il fait référence à un endroit (stede) où poussent des tilleuls (lind). Il est attesté pour la première fois dans les années 1210 sous la forme Lindestede.